# Uhrengehäuse

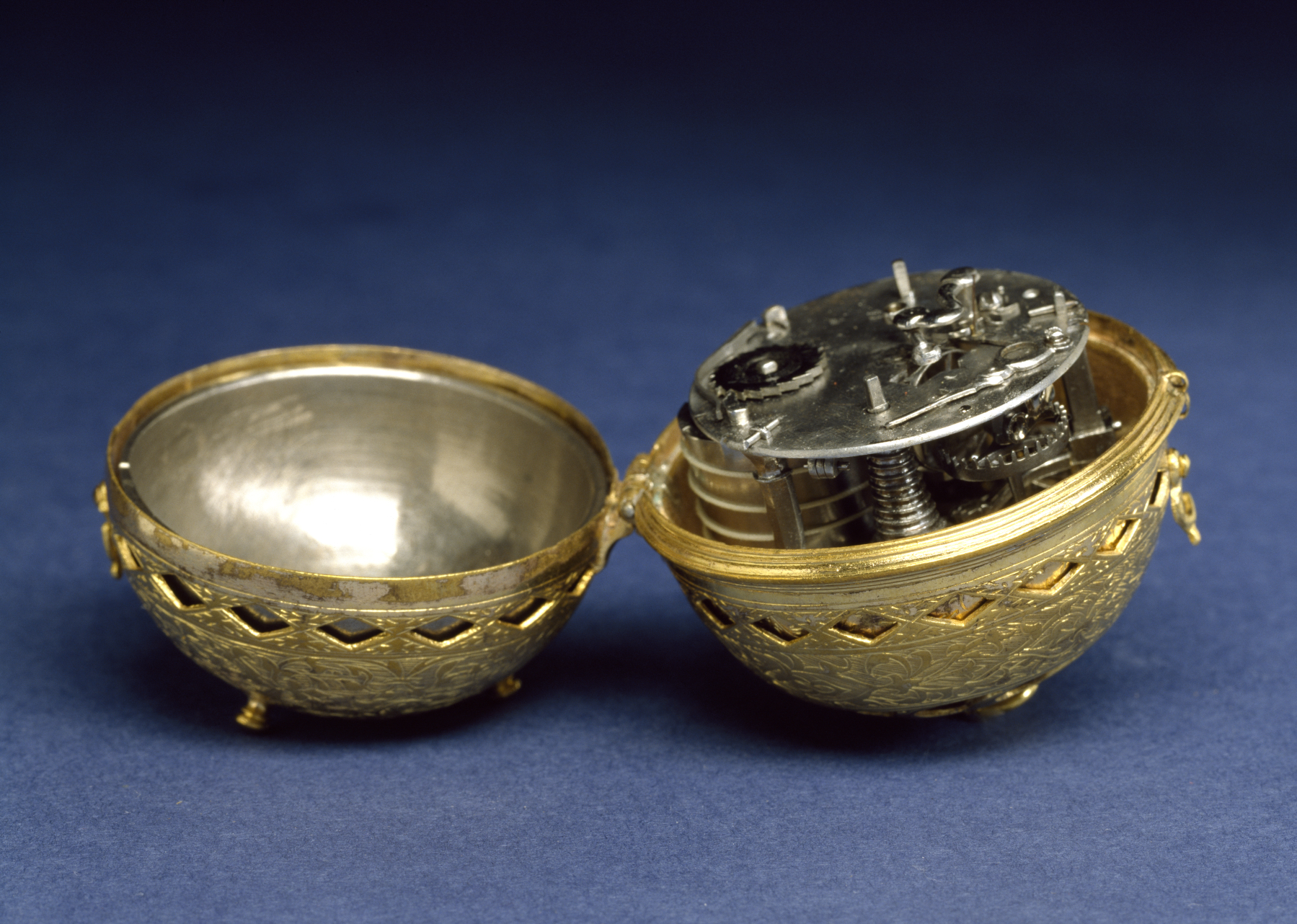
Gehäuse einer frühen Taschenuhr

Ein Uhrengehäuse (synonym Schale, engl. case, franz. boîtier) ist ein Gehäuse zum Schutz des Uhrwerks von Uhren vor Hausstaub und Feuchtigkeit. Uhrengehäuse werden von Schalenmachern hergestellt.

## Geschichte

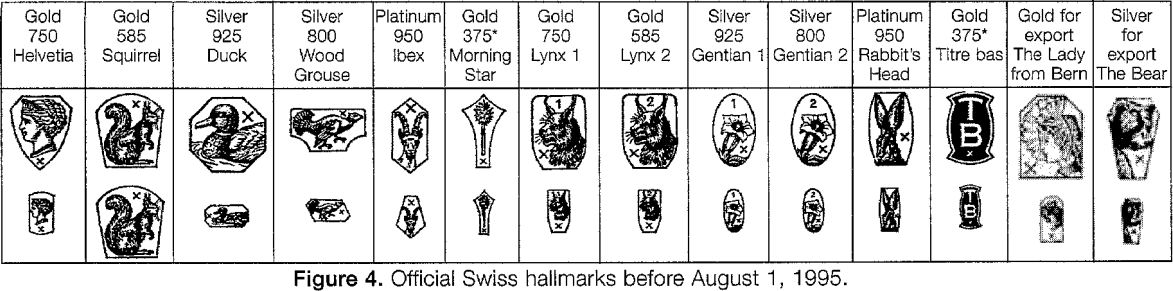
Verschiedene Repunzen auf Uhrengehäusen

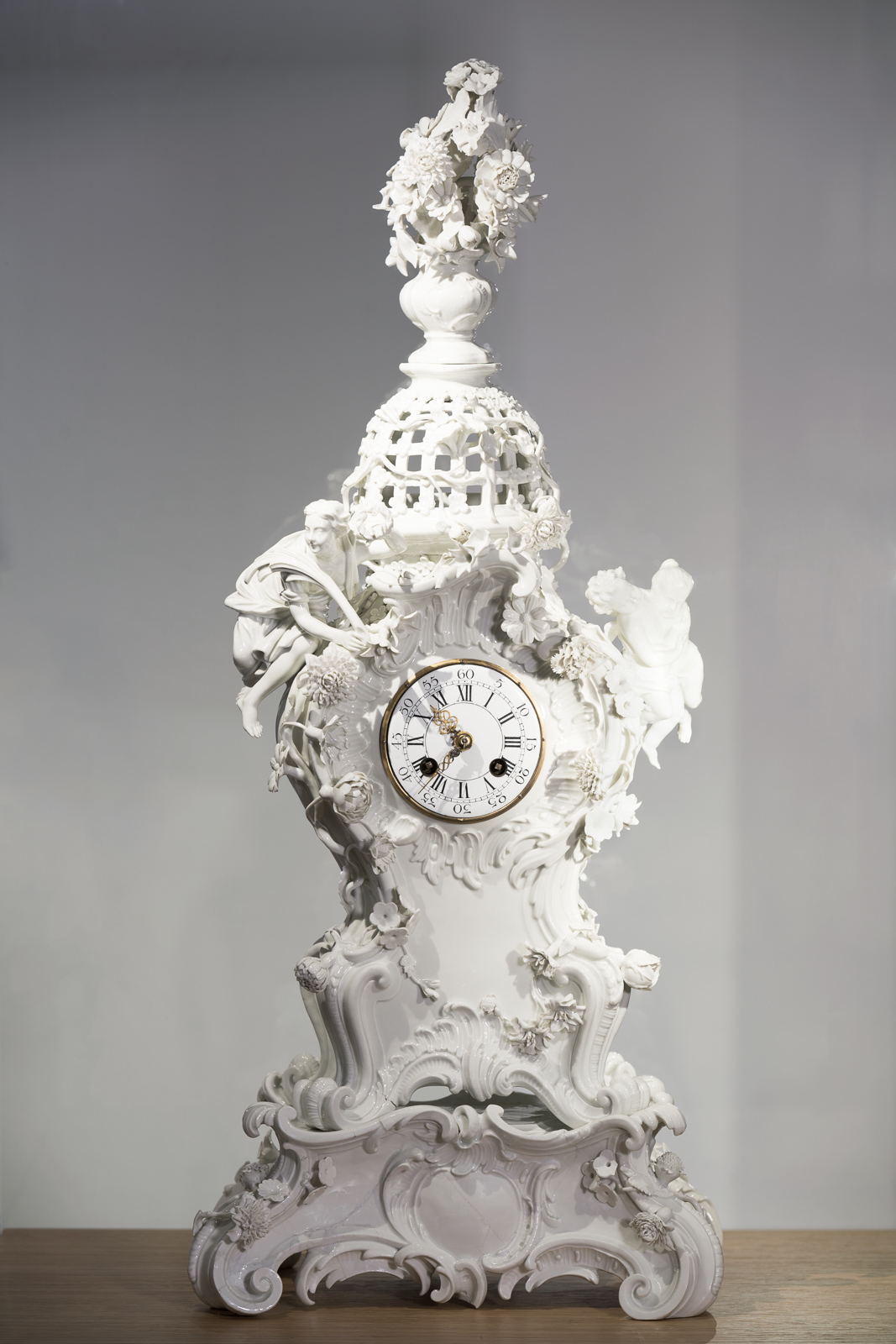
Uhrengehäuse der Porzellanmanufaktur Fürstenberg, um 1760

Während die Gehäuse von ortsfesten Uhren traditionell meistens aus Materialien wie Holz, verchromtem Messing oder Stahl, vergoldeter Bronze oder aus Glas angefertigt werden, werden für Armbanduhren und Taschenuhren vorwiegend stoßunempfindlichere Materialien oder Edelmetalle eingesetzt.
Bei den Taschenuhren des 18. und 19. Jahrhunderts bestehen die Gehäuse meistens aus Gold- oder Silberlegierungen, die meist zur Kennzeichnung des Feingehalts mit einem entsprechenden Feingehaltstempel punziert wurden.
Zu Beginn der 1920er Jahre kamen neue Materialien wie Aluminium, Platin, Titan oder Staybrite (damals kommerziell gebräuchlicher Name des mit Chrom und Nickel legierten Edelstahltyps X12CrNi18-8 (Inox), auch als 1.4300 oder V2A bezeichnet) hinzu. Heute wird die überwiegende Anzahl an Gehäusen für Armbanduhren aus rostfreien Edelstählen hergestellt.
Die 1931 entwickelte Reverso von Jaeger-LeCoultre erlaubte das Wenden des Uhrengehäuses, um unter anderem beim Polospielen das empfindliche Uhrenglas aus Mineralglas zu schützen. Dieser Gehäusetyp wird daher als Wendegehäuse bezeichnet.
Die erste Armbanduhr mit spritzwasserfestem Gehäuse war 1926 die Rolex Oyster. Die Wasserdichtigkeiten von Uhrengehäusen sind heute in den Normen DIN 8310 September 2010, ISO 22810 bzw. NIHS 92-20 definiert.
Die erste Armbanduhr mit wasserdichtem Gehäuse war 1953 die Taucheruhr Fifty Fathoms von Blancpain, welche eine Wasserdichtigkeit bis zu einer Tiefe von 50 Fathoms garantierte, entsprechend 91,45 Metern oder circa 9 bar Druckunterschied. Da eine Übertragung von Schall unter Wasser erschwert ist, kann bei Taucheruhren mit Alarm ein zweiter, perforierter Gehäuseboden (Schallboden) außen vorgesetzt werden, um die Dämpfung durch das Handgelenk zu vermeiden, zum Beispiel bei der Polaris von Jaeger-LeCoultre aus dem Jahr 1968. Manche Taucheruhrengehäuse enthielten auch eine Membran für einen Tiefenmesser, z. B. die Bathys von Favre-Leuba aus dem Jahr 1966. Die Wasserdichtigkeit von Taucheruhren ist in den Normen DIN 8603 September 1983 und ISO 6425 definiert.
Innerhalb des Uhrengehäuses kann das Uhrwerk zur Abschirmung von Magnetfeldern in eine zusätzliche Schale aus Permalloy gelegt werden, um den Gangfehler zu senken, zum Beispiel bei der Omega SA British RAF 6B/542 Anti-magnetic (1953) und der frühen Railmaster-Serie, der IWC Ingenieur (1955), der Rolex Milgauss (1956) und der Geophysic von Jaeger-LeCoultre (1958).
In Kleinserien findet man heute auch Gehäuse aus technischer Keramik, Edelmetallen wie Palladium oder Tantal, sowie Metalllegierungen unter Markennamen wie Magic Gold, Zalium oder Alchron, die teilweise pulvermetallurgisch hergestellt werden.

## Armbanduhrengehäuse
Die Gehäuse von Armbanduhren sind meistens aus mehreren Einzelteilen aufgebaut, dagegen werden einschalige Uhrengehäuse als Monocoque-Uhrengehäuse bezeichnet. Üblicherweise besteht ein Gehäuse von Armbanduhren aus dem Gehäuseboden, dem Gehäusehauptteil mit den Bandanstößen, der Lünette (synonym Glasreif) und dem Uhrglas. Das Gehäuse kann in verschiedenen Formen ausgeführt sein, z. B. rund, hochkant rechteckig, quadratisch, quer rechteckig, tonnenförmig (Tonneau), oval oder vieleckig sein.
Seit der Einführung von Saphirglas werden zunehmend auch gläserne Sichtböden eingesetzt, um einen Einblick auf das Uhrwerk zu ermöglichen. Die Bandanstöße am Uhrengehäuse dienen zur Befestigung des Uhrenarmbands und werden unterschiedlich, je nach Gestaltung, als gerade, gebogene, keilförmige, verdeckte, kuhhörnerförmige, tränenförmige oder krebsscherenförmige Bandanstöße bezeichnet.

## Taschenuhrengehäuse
Das Gehäuse einer Taschenuhr besteht meistens aus einem Gehäuseboden, gelegentlich ein Staubschutzdeckel, ein Mittelteil, gefolgt vom Uhrglas und dem Glasreif, gelegentlich auch ein Gehäusedeckel. Der Mittelteil ist dabei der Reif, in dem das Uhrwerk befestigt wird. Das Mittelteil wird, je nach seinem Profil, unter anderem als Wanne, Etui, Wanne mit Vorsprung, Halbwanne, Empire, Directoire, Baguette (synonym Collier), Messerform, gedrückte Form, eckige Form, Wanzenform bezeichnet.
Gehäuse von Taschenuhren mit einem zusätzlichen aufklappbaren oder aufspringenden Gehäusedeckel über dem Uhrglas werden als Jagdgehäuse (synonym Kapseluhr, franz. savonnette, engl. hunting case) bezeichnet. Taschenuhren mit Gehäusedeckel und mit der Aufzugswelle in einem rechten Winkel mit der „12“ und dem Sekundenzeiger besitzen als Savonnette-Kaliber bezeichnete Uhrwerke. Uhrwerke von Taschenuhren mit der Aufzugswelle in einer Linie zwischen der „12“ und dem Sekundenzeiger werden als Lépine-Kaliber bezeichnet. Bei Lépine-Kalibern konnte konstruktionsbedingt die Verwendung einer zweiten Werkplatte mit Pfeiler durch eine Verwendung von Kloben ersetzt werden, was die Konstruktion flacherer Uhren ermöglichte, z. B. Frackuhren.